# Артемьев, Георгий Тимофеевич
Гео́ргий Тимофе́евич Арте́мьев (12 мая (29 апреля) 1906, Лобково, Рязанская губерния (по другим данным в Москве, куда его отец, искусный сапожник Тимофей Артемьевич Артемьев перевёз своё многочисленное семейство из родных мест, на Красную Пресню, уже после известных событий 1905 года), Российская империя — 20 августа 1980, Москва, СССР) — русский советский футболист и тренер. Играл в командах «Трёхгорка», «Промкооперация», «Дукат», «Уралмашзавод» и «Крылья Советов» (Москва).

## Биография
С начала 1910-х годов, когда футбол только появился в Москве, Георгий и его братья Пётр, Тимофей, Иван (сын — Валентин) и Сергей (сын — Виталий) стали увлечёнными футболистами.

## Достижения
Чемпионат Москвы
- Чемпион (2): 1927 (в), 1929 (о)
- Вице-чемпион (2): 1928, 1933 (о)
- Бронзовый призёр: 1927 (о)

Кубок ВЦСПС
- финалист: 1944

Первенство ДСО «Крылья Советов»
- Победитель: 1943